# 史進道
史进道（1179年—1243年），字道远，永清（今河北永清县）人，金朝末年、元朝初年政治人物。
1213年，史进道与兄长史秉直率千余乡人归降蒙古木华黎，跟随攻打山东。次年还兵，参与围攻中都（今北京），然后随木华黎北返。秋，进兵辽西，围攻北京大定府（今内蒙古宁城县西）。1215年，攻克北京。又与吾也而等攻降兴州，任义州节度使。1216年，跟随木华黎平定锦州张致。又招降广宁府，奉令留守。不久，改留守北京大定府，行北京路兵马都元帅。1234年退职，随兄史秉直居住在真定。晚年崇奉道教，建集真观作为接待道侣和香火之地。